# 白虎かなめ
白虎 かなめ（びゃっこ かなめ）は、モデラー、イラストレーター。神奈川県鎌倉市出身。主に電撃ホビーマガジンのライターとして活躍している。アスキー・メディアワークスなどのフィギュアの企画も手がけている。

## 来歴・人物
1997年の「東京攻略マップ97」（メディアワークス）のカスタマイズドールの記事を担当し、特にジェニーのSAボディのボディパーツを大改造したカスタマイズドール「螢子」により、それまでとは違うフィギュア的な改造によるカスタマイズドールの概念を広めた。フィギュアの原型師としても活躍し、その際巨乳に造型してしまう事が賛否を呼ぶと自らコメントしている。

## 螢子ドール
「東京攻略マップ97」で公開されたカスタマイズドール。SAボディ二体分を繋いだり、様々な市販ドールを素材として作られている。翌年にはシリコンゴム製のボディも製作されている。人気も高く、1997年にはノアドロームから量産仕様の「螢子ドール」が市販されるに至る。またカスタマイズドールというジャンルを確立し、ボークスやオビツといった様々なメーカーが参入してくるようになる切っ掛けともなった。

## イラスト
- テーブルトークRPG（D&D）のリプレイのイラスト－初仕事

## ドール
- ノアドローム 螢子-監修
- ボークス ロストエンジェルス　麗－キャラクターデザイン

## フィギュア原型
ユージンカプセルトイ
- セガギャルズコレクション02－ハニー
- ナムコリアルフィギュアコレクション ギャルズ編２-カイ
- ナムコリアルフィギュアコレクション ギャルズ編３-イシター
- ナムコリアルフィギュアコレクション ギャルズ編５-アンナ

## 書籍
- 「まるごとキャラドール!」メディアワークス、2000年
- 「フィギュアマニアックス」メディアワークス

## 連載
- 電撃ホビーマガジン「電ホビ乙女組」

## 参考資料
- 「まるごとキャラドール!」メディアワークス、2000年